# Lípetsk
Lípetsk (en rus: Липецк) és la capital de l'óblast de Lípetsk, a Rússia. Està situada al sud del Districte Federal Central, a la riba del riu Vorónej, a la conca del Don. La ciutat es troba a 438 km al sud-est de la capital, Moscou. La ciutat compta actualment amb 502.600 habitants, gairebé 20.000 menys que fa només set anys.

## Història
La ciutat de Lípetsk apareix per primer cop a història en les cròniques russes del segle xiii. El seu nom, com l'alemanya Leipzig o la letona Liepāja, significa Ciutat Frontera, fet que dona a entendre la seva funció inicial.
La ciutat va ser arrasada pels mongols l'any 1284 i, malgrat ser reconstruïda, no va tenir un paper gaire important en la història russa durant segles. Així, no és fins a l'any 1703 que torna a ser mencionada per l'ordre del tsar Pere I el Gran de construir uns alts forns dedicats a l'elaboració de projectils. El creixement conegut amb aquesta indústria va fer que l'any 1779 Lípetsk aparegués com una de les grans ciutats de la Governació de Tambov.
Amb el temps, l'economia de Lípetsk es va anar diversificant, incorporant altres indústries com la maquinària, la metal·lúrgia, la siderúrgia, la química, l'alimentació o el tèxtil. Moltes d'aquestes empreses, especialitzades en l'exportació, continuen en funcionament avui dia, malgrat la privatització i la crisi dels anys '90.
La ciutat té també alguns dels balnearis més antics de Rússia, oberts ja l'any 1805. Tots ells fan servir les diverses propietats terapèutiques de les aigües de la zona.
Ja al segle xx s'instal·là als afores la base aèria de Lípetsk, un dels centres aeronàutics militars més importants de Rússia.

## Evolució demogràfica
| Cens     | 1926   | 1939   | 1956    | 1962    | 1967    | 1970    | 1973    | 1976    | 1979    | 1982    | 1986    | 1989    | 1992    | 1996    | 2000    | 2003    | 2007    |
| -------- | ------ | ------ | ------- | ------- | ------- | ------- | ------- | ------- | ------- | ------- | ------- | ------- | ------- | ------- | ------- | ------- | ------- |
| Població | 21,000 | 67,000 | 123,000 | 194,000 | 253,000 | 289,000 | 327,000 | 361,000 | 396,000 | 423,000 | 434,000 | 450,000 | 463,000 | 476,000 | 521,000 | 506,000 | 502,600 |

## Ciutats agermanades
La ciutat de Lípetsk és agermanada actualment amb les següents localitats:
- Cottbus a Alemanya, des de 1974.
- Anshan a la República Popular de la Xina, des de 1992.
- Fabriano a Itàlia, des de 2003.